# Jardel Nivaldo Vieira
Jardel Nivaldo Vieira, född 29 mars 1986, mer känd som endast Jardel, är en brasiliansk fotbollsspelare. 

## Meriter
Benfica
- Primeira Liga: 2013/2014, 2014/2015
- Taça de Portugal: 2013/2014
- Taça da Liga: 2010/2011, 2011/2012, 2013/2014, 2014/2015
- Supertaça Cândido de Oliveira: 2014
- UEFA Europa League: Andra plats 2012/2013, 2013/2014